# 福德姆 (密蘇里州)
福德姆（英語：Fordham）是位於美國密蘇里州迪卡爾布縣的非建制地區。

## 歷史
福德姆的郵局於1906年設立，其後於1909年停運。

## 地理
福德姆所處的海拔為高於海平面259米（即850英呎），而該地所採用的時區為UTC-6，即北美中部時區（CST）。同時該地設有夏令時間，為UTC-6調快一小時，即UTC-5（CDT）。